# Otomí clàssic
Otomí clàssic és el nom utilitzat per a l'otomí com era parlat en els primers segles de domini colonial espanyol a Mèxic i documentat pels frares espanyols que van aprendre l'idioma per tal de catequitzar als pobles otomís. Durant el període colonial molts otomís van aprendre a escriure la seva llengua en alfabet llatí. A conseqüència d'això d'aquell període hi ha un nombre important de documents en otomí tant seculars com religiosos, i els documents més coneguts són els còdexs de Huichapan i Jilotepec. El text en otomí clàssic no era fàcilment accessible des que els frares espanyols Otomi fracasssaren en diferenciar les vocals variades i els sons consonàntics de la llengua otomí.
El frares en van escriure nombroses gramàtiques, la més antigament documentada de les quals era l'Arte de la lengua otomí de Pedro de Cárceres en 1580 (però no fou publicada fins al 1907). En 1605 Alonso de Urbano va escriure un diccionari trilingüe espanyol-nàhuatl-Otomi, que també inclou un petit esbós de notes gramaticals sobre l'otomí. Se sap que el gramàtic del nàhuatl Horacio Carochi va escriure una gramàtica de l'otomí, però dissortadament no ens en ha arribat còpies. En la segona meitat del segle xviii un religiós jesuïta anònim va escriure la gramàtica Luces del Otomi, i Neve y Molina va compondre un diccionari i una gramàtica.